# Gary Goldstein

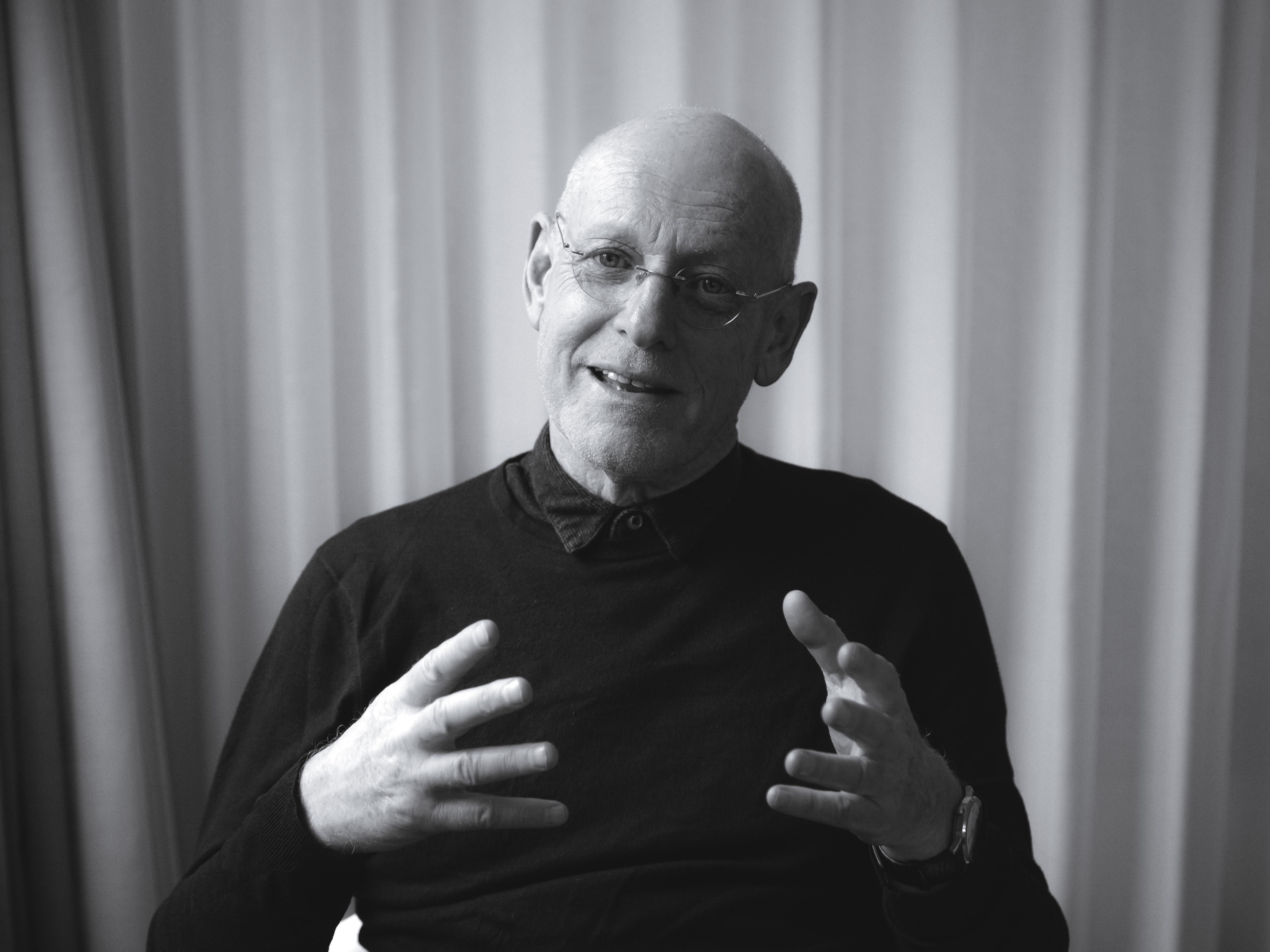
Gary Goldstein

Gary Goldstein (* 1950 in Nashville, Tennessee) ist ein israelischer Künstler und Kunstdozent. Seine Werke sind in  Museen und Galerien ausgestellt worden und gehören zu permanenten Sammlungen des Tel Aviv Museums, des Israel Museums, des Victoria and Albert Museums, der Tate Gallery in London sowie des Museum of Modern Art in New York.

## Biografie
Goldstein ist der Sohn von Holocaust-Überlebenden, die nach dem Zweiten Weltkrieg in die USA ausgewandert sind. Er ist in Hartford, Connecticut, aufgewachsen.
Goldstein erwarb seinen M.F.A. am Pratt Institute of Art in New York. Beeinflusst von Pop Art, Surrealismus, Dada, Softpornos aus den 1940er und 1950er Jahren sowie von kabbalistischen Amuletten und dem Talmud, kreiert er comicartige Werke, in denen sich sowohl Techniken als auch Bilder und Symbole wiederholen, die eine klare visuelle Sprache erschaffen.
Goldstein wanderte 1977 nach Israel aus, wo er zunächst Mitglied des Kibbuz Afikim war. 1981 zog er nach Jerusalem und lebte dort bis zum Jahr 2011, als er nach Tel Aviv zog, wo er heute lebt und wirkt.

## Ausstellungen (Auswahl)
- 1998: Im Fluss der Zeichen, Dortmunder Kunstverein, Dortmund
- 1999: Gute Nachrichten, die Freude bereiten, Janco Dada Museum, Israel
- 2010: Point Events (mit Ronit Agassi), Tel Aviv Museum, Israel

- 2015: Solo Exhibition, Haifa Museum of Art, Israel
- 2020: Gruppenausstellung Echos, KVFM, Frankfurt

## Auszeichnungen
- 2007: Lifetime Achievement Award, Ministerium für Kultur- und Sport in Israel
- 2015: Eric Einstein Award for Veteran Creators, Ministerium für Kultur und Sport in Israel
- 2010: Rahmani Prize, Städtische Galerie in Rishon LeZion, Israel